# Zilor
Zilor é um grupo privado do Brasil, com negócios nas áreas de energia, alimentos, e gestão de propriedades agrícolas, processando cana-de-açúcar para a produção de açúcar, etanol, etanol anidro, energia, através da queima da palha e do bagaço da cana e desenvolvendo soluções naturais a partir de processos biotecnológicos, por meio da Biorigin, sua unidade de negócios especializada na produção de ingredientes para alimentação humana e nutrição animal. Atualmente é a maior acionista da Copersucar e associada a UNICA

## História
A Ziloriniciou sua história em 1946 ao processar a primeira safra, na Usina São José, no município de Macatuba, para a produção de açúcar mascavo.
Em 1947 inicia-se a produção de açúcar mascavo na Usina Barra Grande, no município de Lençóis Paulista, e em 1949 a Usina São José inicia a produção de açúcar refinado; Em 1952 a Usina São José passa a produzir álcool; Em 1955 a Usina Barra Grande inicia a produção de álcool.
Em 1959 a Zilor é a primeira empresa do setor sucroalcooleiro a admitir mulheres para trabalhar no processo de empacotamento de açúcar refinado.
Em 1981 o grupo Zilor adquire a Usina Santa Lina no município de Quatá, e passa a se chamar Usina Quatá; Em 1983 é criado o Coral da Usina Barra Grande, hoje coral Zillo Lorenzetti, extensivo também a comunidade; Em 1991 é criada a Banda Musical Zillo Lorenzetti, um programa de integração da empresa com a comunidade; Em 1996 a Zilor foi a primeira empresa açucareira a ser certificada com a ISO 9001.
Em 1998 a Zilor opta pela diversificação de seus negócios e investe no aprimoramento da Unidade Barra Grande, que começa a comercializar energia elétrica através da biomassa; Em 1999 inicia-se a implantação gradual do modelo de parceria agrícola; Em 2000 é iniciada a venda de energia elétrica da Usina Barra Grande para a CPFL.
Em 2001 a Zilor foi a primeira empresa do setor sucroenergético a lançar um projeto de crédito de carbono, e também inicia-se a venda de energia elétrica da Usina São José para a CPFL.
Em 2003 é criada a unidade de negócio Biorigin, dedicada a produção de ingredientes naturais destinadas à produção de ingredientes naturais destinados à alimentação humana e nutrição animal à base de levedura; Em 2006 é firmado o compromisso de conduta socioambiental com parceiros agrícolas e fornecedores de cana-de-açúcar.
Em 2007 tem inicio o projeto de expansão e cogeração da Açucareira Quatá, que modernizou o parque industrial e dobrou a capacidade de processamento de 1,5 milhões para 3 milhões de toneladas, o que também exigiu investimentos na expansão das lavouras. Inicia-se também o projeto energia na Usina São José, que eletrificou as moendas e aumentou de 24,8MW para 80,3MW a capacidade de cogeração.
Em 2008 a Biorigin adquire as empresas Immunocorp Animal Health, na Noruega, e PTX Food, nos EUA. No mesmo ano é criada a Copersucar, maior empresa brasileira de açúcar e etanol e uma das maiores exportadoras mundiais desses produtos, da qual a Zilor é acionista.

## Dados da Empresa
Conta com aproximadamente 3.700 colaboradores, distribuídos nas 3 unidades da Zilor e Biorigin. Na safra de 2014/2015 foram processados 10 milhões de toneladas de cana-de-açúcar, produzidos 11 milhões de sacas de açúcar, 447.200 m³ de etanol, 594,669 MWh/ano de energia.
A Zilor foi a primeira empresa a aderir ao Protocolo Agroambiental idealizado pelo Governo do Estado de São Paulo, que prevê a eliminação da queima da palha de cana-de-açúcar até 2014 nas áreas mecanizáveis e até 2017 nas áreas não mecanizáveis.
Com isso, a Zilor contribui para a redução da emissão de gases causadores de efeito estufa, entre outros benefícios ambientais.
A Zilor investe em tecnologia e processos que permitam o controle e a redução das emissões atmosféricas em suas atividades agrícolas e industriais.
Foi a primeira empresa do setor sucroenergético a ter um projeto utilizando o Mecanismo de Desenvolvimento Limpo, previsto no Protocolo de Kyoto. Ao produzir energia elétrica a partir da biomassa, a Zilor gera créditos de carbono e contribui para a redução de gases de efeito estufa.
O processo de gerenciamento envolve desde a geração até a destinação final dos resíduos industriais. Os resíduos perigosos – pilhas e baterias, lâmpadas fluorescentes, óleos e graxas, embalagens de produtos químicos – são armazenados e depois encaminhados para empresas licenciadas por órgãos ambientais.
A  Zilor e seus parceiros adotam medidas para reduzir a aplicação de fertilizantes, corretivos químicos e defensivos agrícolas nas lavouras.
Entre as medidas, está o uso de subprodutos do processo industrial, como a vinhaça (rica em potássio) e a torta de filtro (rica em fósforo) para a adubação da lavoura.
Essa prática permite a reciclagem de nutrientes nas áreas de cultivo, com a devolução ao solo, de forma natural, de parte dos elementos extraídos pela cana no seu crescimento. A empresa também mantém um rígido controle da água devolvida aos mananciais, fazendo que todos os procedimentos de fertirrigação realizados nas lavouras, inclusive por seus parceiros agrícolas, estejam em conformidade com o Plano de Aplicação de Vinhaça exigido pela CETESB – Companhia Ambiental do Estado de São Paulo.
1. ↑  «Cópia arquivada». Consultado em 10 de dezembro de 2019. Arquivado do original em 28 de dezembro de 2015
2. ↑  «Site Oficial da Zilor». Consultado em 28 de dezembro de 2014. Arquivado do original em 7 de maio de 2015
3. ↑  «Energia e levedura ajudam grupo Zilor a reverter prejuízo. - CAP Agroindustrial». www.cap.ind.br
4. ↑  «Grupo sucroalcooleiro Zilor tem prejuízo de R$ 79,3 milhões em 2012/13». valor.com.br
5. 1 2 3  «Wait please». www.zilor.com.br. Consultado em 28 de dezembro de 2014. Arquivado do original em 16 de março de 2015